# Edvard Hagerup Bull
Edvard Hagerup Bull (Bergen (Noruega), 23 de gener, 1855 - Bærum (Noruega), 25 de març, 1938), fou un jurista i home d'Estat, noruec.
Es donà a conèixer pels seus coneixements en matèria de Dret, especialment el mercantil, com també per la publicació de gran nombre d'articles sobre qüestions polítiques i econòmiques a la premsa conservadora. Des de 1879 professor particular i des de 1885 professor de jurisprudència a la Universitat de Cristiania. El 1893, en encarregar-se Emil Stang de formar Ministeri, li va confiar la cartera de Justícia i en dimitir el cap (octubre de 1895), es va encarregar de la presidència que va exercir fins al febrer de 1898.
Després, nomenat de nou professor universitari, des del 1900 va ser el cabdill dels conservadors amics de la unió i el 22 d'octubre del 1903, en dimitir el Gabinet Blehr, juntament amb Sigurd Ibsen es va encarregar de nou formar un Ministeri de coalició liberal-conservador, la presidència del qual va conservar fins a 1905. Des d'aquesta data fins a 1908 va ser ministre plenipotenciari de Noruega a Copenhaguen i el 1907 va representar el seu país a la Conferències de la Haia de 1907.
Entre els seus molts escrits, apreciats alguns fins a l'estranger, cal esmentar:
- Om kjöb og salg (Cristiania, 1883; 2ª. edc. 1884);
- Om tradition som betingelse for overdragelse af eindomsret till lösöre (1884);
- Om grundbögennes offentlige trovärdighed (1887);
- Den norske panteret (1889; 2ª. edc. 1898), etc...

A més, se li deu, la col·lecció Juridiske Afhandlinger de Bernhard Getz.